# Jakov Kuljiš
Jakov Kuljiš je hrvatski iseljenik i inovator u ribarstvu.
On 1903. u Americi uspješno patentira svoju varijantu acetilenskog svjetla, za što je nagrađen državnim priznanjem i statusom počasnog građanina SAD-a.

## Vanjske poveznice
- Jakov Kuljiš napravio inovaciju na patentiranu acetilensku svjetiljku Ivana Dellaittija